# NGC 31
NGC 31 — спиральная галактика в созвездии Феникса, открытая 28 октября 1834 года астрономом Джоном Гершелем. Ее тип — SB(rs)cd, что означает, что это спиральная галактика с перемычкой позднего типа.
Галактика удалена от Млечного пути на 454,3 ± 31,9 световых лет.